# 阿斯凯兰
阿斯凯兰是阿塞拜疆霍贾雷区的一个城镇。2023年以前为阿尔察赫共和国阿斯凯兰区首府。海拔512米，2015年人口为2300人。